# MS Galaxy
MS Galaxy – prom (MS – motorowiec) zbudowany w 2006, należący od operatora Tallink, marka Silja Line, kursujący głównie na linii Sztokholm – Mariehamn – Turku.
Na pokładzie znajduje się m.in. pięć restauracji, pięć barów, trzy sklepy, dyskoteka, strefa dziecięca, sauna, sala konferencyjna na 450 osób i kilka pokoi konferencyjnych. Z uwagi na fakt, że Mariehamn znajduje się na nienależących do Unii Europejskiej Wyspach Alandzkich, jednostka oferuje w przypadku takich rejsów sklepy wolnocłowe.

## Dane techniczne
- długość – 212,10 m
- szerokość – 29,00 m
- liczba kabin – 927
- liczba pokładów – 12
- liczba pasażerów – 2800
- liczba samochodów – 226
- prędkość max – 22 węzły